# Agoeti's en acouchy's
De agoeti's en acouchy's (Dasyproctidae) vormen een familie van Zuid-Amerikaanse knaagdieren.

## Kenmerken
Het zijn vrij grote knaagdieren met een ruwe, egale vacht. Ze hebben korte staarten en lange poten.

## Leefwijze
Het zijn verborgen levende dagdieren. Ze leven voornamelijk van afgevallen noten en vruchten en van de groene plantendelen. Ze leven in kleine sociale groepen, bestaande uit een paartje met hun jongen.

## Verspreiding
Ze komen voor in Midden- en Zuid-Amerika, van Zuid-Mexico tot Zuid-Brazilië. Het zijn grondbewoners die leven in bossen, struikgebieden en savannes.

## Bedreiging
Agoeti's en acouchy's zijn belangrijke prooidieren voor verscheidene roofdieren als de ocelot en de boshond. De soorten worden ook door mensen bejaagd voor het vlees. De dieren worden gedood tijdens expedities en dode agoeti's worden in Zuid-Amerika op de lokale markten of langs de weg aangeboden.

## Verwantschap
Er zijn twee geslachten, Dasyprocta (de agoeti's) en Myoprocta (de acouchy's), en 15 soorten. Soms worden ook de paca's (Cuniculidae) tot deze familie gerekend, of worden de Dasyproctidae als een onderfamilie van de Cunciculidae beschouwd. Samen worden de agoeti's en acouchy's ook wel waterhazen genoemd, hoewel het geen hazen zijn en ze niet zijn aangepast aan het leven in of bij het water.

## Taxonomie
Er zijn 15 soorten in 2 geslachten.
- Familie Dasyproctidae (Agoeti's en acouchy's)
  - Geslacht Dasyprocta (Agoeti's)
    - Azara's agoeti (Dasyprocta azarae)
    - Coiba-agoeti (Dasyprocta coibae)
    - Dasyprocta croconota
    - Mooragoeti (Dasyprocta fuliginosa)
    - Orinoco-agoeti (Dasyprocta guamara)
    - Dasyprocta iacki
    - Kalinowski's agoeti (Dasyprocta kalinowskii)
    - Goudhaas of Braziliaanse agoeti (Dasyprocta leporina)
    - Mexicaanse agoeti (Dasyprocta mexicana)
    - Zwartbuikagoeti (Dasyprocta prymnolopha)
    - Midden-Amerikaanse agoeti (Dasyprocta punctata)
    - Roatan-agoeti (Dasyprocta ruatanica)
    - Bruine agoeti (Dasyprocta variegata)

  - Myoprocta (Acouchy's)
    - Rode acouchy (Myoprocta acouchy)
    - Groene acouchy (Myoprocta pratti)